# Neodiprion pinetum
Neodiprion pinetum är en stekelart som först beskrevs av Norton.  Neodiprion pinetum ingår i släktet Neodiprion och familjen barrsteklar. Inga underarter finns listade i Catalogue of Life.